# Silnice II/368
Silnice II/368 je silnice II. třídy, která vede z města Šumperk do Letovic. Prochází obcemi Bludov , Vyšehoří, Rovensko, Štíty, Tatenice, Krasíkov, Staré Město, Moravská Třebová a Křenov. Měří 80 km. Prochází 3 kraji a 4 okresy.

## Vedení silnice

### Olomoucký kraj, okres Šumperk
- Šumperk (křiž. I/44, ul. Zábřežská)
- Bludov (kříž. ul. 8. května)
- Chromeč (křiž. I/11, peáž s II/369)
- Vyšehoří
- Postřelmůvek
- Rovensko (křiž. II/369, III/36918)
- Svébohov (křiž. III/31532)
- Horní Studénky (křiž. III/3682)
- Štíty (peáž s I/43, křiž. III/3684)

### Pardubický kraj, okres Ústí nad Orlicí
- Cotkytle (křiž. III/3681 a III/3685)
- Strážná
- Tatenice (peáž s II/315, křiž. II/315)
- Krasíkov (kříž. III/3688)

### Pardubický kraj, okres Svitavy
- Třebařov (křiž. III/3689, III/36822)
- Staré Město (křiž. III/36810, III/36820, III/36822)
- Moravská Třebová (křiž. III/36823, III/3711, III/36825, I/35 a III/36826)
- Útěchov
- Dlouhá Loučka
- Křenov (křiž. III/36827, III/3667, II/366)
- Šnekov
- Březina (křiž. III/36612)
- Slatina (křiž. III/3725, III/36829)

### Jihomoravský kraj, okres Blansko
- Chlum (křiž. II/372)
- Letovice (křiž. III/36834, I/43)

## Související silnice III. třídy
- III/3681 - II/368 - Jedlí - Crhov - Cotkytle
- III/3682 - Horní Studénky - Zborov - Klášterec
- III/3683 - II/368 - Horní Studénky
- III/3684 - Štíty - III/3681
- III/3685 - Cotkytle - I/43
- III/3686 - Cotkytle - Herbortice
- III/3687 - II/368 - Janoušov
- III/3688 - Krasíkov (podél žel. trati)
- III/3689 - Krasíkov - Koruna
- III/36810 - Staré Město - Radišov - Rychnov na Moravě - Žichlínek - Lanškroun
- III/36811 - Rychnov na Moravě - Mladějov na Moravě - Trpík - Damníkov
- III/36812 - III/36811 - Anenská Studánka - I/43
- III/36813 - Anenská Studánka - Helvíkov - Opatov
- III/36814 - Trpík - Květná - Luková
- III/36816 - Mladějov na Moravě
- III/36817 - Žichlínek - Lubník
- III/36818 - Damníkov - Luková - Žichlínek
- III/36819 - Luková - Lanškroun
- III/36820 - Staré Město - Dětřichov u Moravské Třebové - I/35
- III/36821 - Staré Město - Bílá Studně
- III/36822 - Staré Město - Petrušov - Třebařov
- III/36823 - I/43 - Dětřichov - Nová Ves - Kunčina - Moravská Třebová
- III/36824 - I/35 - Koclířov - I/35
- III/36825 - Moravská Třebová - Rozstání
- III/36826 - Moravská Třebová - Boršov - Hřebeč - I/35
- III/36827 - II/368 - Přední Arnoštov - Pacov - Městečko Trnávka
- III/36828 - Pacov - Ludvíkov
- III/36829 - Roubanina - Horní Smržov - Deštná - Rumberk - Dolní Smržov - I/43
- III/36830 - II/368 - Bezděčí
- III/36832 - II/368 - Novičí
- III/36834 - Letovice - Třebětín